# أل نيومان
أل نيومان (بالإنجليزية: Al Newman)‏ هو لاعب كرة قاعدة أمريكي، ولد في 30 يونيو 1960 في كانساس سيتي في الولايات المتحدة.

## وصلات خارجية
- أل نيومان على موقعبيزبول رفرنس.كوم (الدوري الرئيسي) (الإنجليزية)
- أل نيومان على موقع مشجعي الرسوم البيانية (الإنجليزية)